# Shaji
Shaji (kinesiska: 沙集, 沙集乡) är en socken i Kina. Den ligger i provinsen Henan, i den centrala delen av landet, omkring 200 kilometer öster om provinshuvudstaden Zhengzhou. Antalet invånare är 26 718. Befolkningen består av 13 423 kvinnor och 13 295 män. Barn under 15 år utgör 26,0 %, vuxna 15-64 år 62 %, och äldre över 65 år 10,0 %.
Genomsnittlig årsnederbörd är 888 millimeter. Den regnigaste månaden är juli, med i genomsnitt 196 mm nederbörd, och den torraste är januari, med 7 mm nederbörd.